# Susanne Pastoors
Susanne Pastoors   (13 de febrer de 1914 - 22 de març de 1984) va ser una atleta alemanya, especialista en llançament de javelina, que va competir durant la dècada de 1930.
En el seu palmarès destaca una medalla de plata al Campionat d'Europa d'atletisme de 1938 en el llançament de javelina.

## Millors marques
- Llançament de javelina. 44,82 metres (1938)